# Histopona thaleri
Histopona thaleri är en spindelart som beskrevs av Gasparo 2005. Histopona thaleri ingår i släktet Histopona och familjen trattspindlar.
Artens utbredningsområde är Grekland. Inga underarter finns listade i Catalogue of Life.